# James Ronald
Pour les articles homonymes, voir Ronald.
James Ronald (1905-1972), né et mort à Glasgow, en Écosse, est un romancier et un auteur britannique de roman policier et de textes fantastiques.

## Biographie
Né à Glasgow, en Écosse, il vit à Fairfield, au Connecticut, entre 1938 et 1955, avant d’en être expulsé, et de retourner s’installer dans sa ville natale.
Il amorce sa carrière littéraire dès 1932, situant la plupart de ses œuvres, qui rappellent souvent celles de C. S. Forester, dans l'atmosphère étouffante du milieu petit bourgeois britannique. Il reprend à l'occasion le motif du criminel rongé par l'angoisse. Le fantastique apparaît parfois au cœur de ses récits policiers à l'instar de certains romans de John Dickson Carr. Il cesse d'écrire après 1960.
Plusieurs de ses titres ont donné lieu à des adaptations au cinéma, notamment pour le film Le Suspect de Robert Siodmak, d’après le roman homonyme (1940), avec Charles Laughton et Ella Raines.

## Œuvre

### Romans

#### Série policièreJulian Mendoza
- Death Croons the Blues (1934)
- Hard-Boiled (1937)
- The War Makers (1938)

#### Autres romans
- Counsel for the Defence (1932)
- Six Were to Die (1932)
- Star Dust (1932)
- The Dark Angel (1932)
- Cross Marks the Spot (1933) Publié en français sous le titre L’Ingénieux Alibi, Paris, Éditions Orbis, coll. Le Corbeau no 7, 1946
- Lord Peter Goes A-Wooing (1932)
- The Monocled Man (1933)
- The Unholy Trio (1933)
- Diamonds of Death (1934)
- The Sundial Drug Mystery (1934)
- The Man Who Made Monsters (1935)
- The Green Ghost Murder (1936)
- Murder in the Family ou The Murder in Gay Ladies (1936) Publié en français sous le titre Le Foulard de soie, Paris, Librairie des Champs-Élysées, Le Masque no 1296, 1973 ; réédition, Paris, Librairie des Champs-Élysées, Le Club des Masques no 406, 1980
- Baby-Face (1937)
- The Sucker (1937)
- The Fatal .45 (1938)
- The Fourth Victim (1938)
- Hanging’s Too Good (1938)
- Murder for Cash ou The Fatal 45 (1938)
- They Can’t Hang Me! (1938) Publié en français sous le titre On ne me pendra pas !, Paris, Éditions des Loisirs, coll. Loisirs-Police, 1939
- Sick Fly on a Wheel (1938)
- This Way Out (1940) Publié en français sous le titre Le Suspect, Paris, Albin Michel, coll. Le Limier no 37, 1951
- She Got What She Asked For (1941)
- The Angry Woman (1948)
- Old Soldiers Never Die ou Medal for the General (1942)
- The Night is Ending (1944)
- Young Quentin ou Man Born of Woman (1951)
- Sparks Fly Upward ou This Temptation is (1953)

#### Signés Michael Crombie
- The Awakening of Theodore Wrenn (1934)
- The Sealed Room Murder (1934)
- The Gentleman Crook (1935)
- The House of Horror (1935)
- Murder !! (1935)
- Life Must Go On (1936)
- The Frightened Girl (1941), réédition sous cette signature du roman Cross Marks the Spot (1933)

#### Signé Kirk Wales
- The Dark Angel (1941) , réédition sous cette signature du roman Six Were to Die (1932)

### Nouvelles

#### Signées James Ronald
- The Second Bottle (1945)
- Pink Lady (1946)
- We’ll Never Have a Nickel (1947)
- Love Has Wings (1950)
- The Woman Who Hated Children (1951)
- A Tired Heart (1958)

#### Signée Michael Crombie
- Death Goes A-Riding (1932)

## Filmographie

### Adaptations cinématographiques
- 1937 : Death Croons the Blues, film britannique de David MacDonald, d’après le roman homonyme, avec Hugh Wakefield (en)
- 1938 : Murder in the Family, film britannique de Albert Parker, d’après Le Foulard de soie (1936), avec Barry Jones et Jessica Tandy
- 1939 : The Witness Vanishes, film américain de Otis Garrett, d’après On ne me pendra pas ! (1938), avec Edmund Lowe
- 1944 : Medal for the General, film britannique de Maurice Elvey, d’après Old Soldiers Never Die (1942), avec Godfrey Tearle et Petula Clark
- 1944  : Le Suspect, film américain de Robert Siodmak, d’après le roman homonyme (1940), avec Charles Laughton et Ella Raines

## Sources
- Jacques Baudou et Jean-Jacques Schleret, Le Vrai Visage du Masque, vol. 1, Paris, Futuropolis, 1984, 476 p. (OCLC 311506692), p. 372-373.